# Мирођија
Мирођија или копар (лат. Anethum graveolens) позната је зачинска мирисна биљка која се гаји, а и сама се размножава по вртовима.
Мирођија је једногодишња биљка која нарасте до око метар. Листови су вишеструко перасти, цветићи мали и жути, док су плодови јајолики.
Потиче из средње Азије и најбоље успева на сунчаним местима. Сади се у неколико наврата целе године. Најјачу арому има пре него што процвета.
Цела биљка и плод имају својствен пријатан зачински и ароматичан мирис и зачински укус. Дрога је зрео плод, ређе врхови гранчица у цвету (Anethi fructus et summitas).

## Састав
У зрелим плодовима има:
- 3—4% етарског уља, масног уља;

- око 18% азотних једињења и

- око 6% пектина.

Главни лековити састојак је етарско уље (Anethi aetheroleum), које се производи дестилацијом с воденом паром самлевених зрелих плодова. Свеже уље је скоро безбојна, лако покретљива течност пријатног и јаког мириса на мирођију. Главни састојак уља је лимонен (до 70%), а затим карвон (најмање 30%).

## Станиште
Мирођија је пореклом из средње Азије, узгаја се у јужној Европи. Расте у шумама и шикарама у нижим и брдовитим пределима.

## Употреба
Свежи и осушени листови мирођије користе се као биље у Европи и Азији. Као и ким, листови мирођије су ароматични и мешају се у многе намирнице, јела од рибе, супе, зелену салату, краставаца и парадајза, а прикладна је и за салату од кромпира. Користи се кад је свеж,  брзо губи арому ако се осуши, међутим ако се замрзне задржи свој укус релативно добро, неколико месеци. 
У народној медицини мирођија је позната као средство за бољи апетит и варење, код надимања, повраћања и несанице.
Мирођија је уз першун и листове целера, најчешћа свежа зачинска биљка на нашим пијацама. У продаји се могу наћи сушени листићи мирођије, у свежњевима окаченим надоле или замрзнути.
Уље мирођије се извлачи из лишћа, стабљика и семена биљке, а користи се у производњи сапуна.

## Култура
Међу српским народним умотворинама постоји и изрека:
Он је у свакој чорби мирођија

## Народно име
Мирођија је у народу попримила многобројна имена. У зависности од регије и области мирођија се назива још и анита, дил, копар (Вук), копер, копра, копр, копрић, ми родија, миродија (Волни), мирудија, сладки јанеж, смрдиљ